# 三重県道413号嬉野津線
三重県道413号嬉野津線（みえけんどう413ごう うれしのつせん）は、三重県松阪市から津市に至る一般県道である。

## 概要
松阪市嬉野中川新町4丁目から津市雲出島貫町に至る。

### 路線データ
- 起点：松阪市嬉野中川新町4丁目（中川駅西交差点、三重県道24号松阪久居線交点、三重県道30号嬉野美杉線起点）
- 終点：津市雲出島貫町（雲出大橋北交差点、国道23号交点、三重県道575号香良洲公園島貫線終点）
- 総延長：5,813 m

## 歴史
- 1961年（昭和36年）10月1日 - 路線認定[1]。

## 路線状況

### 重複区間
- 三重県道697号三雲久居線（松阪市嬉野小村町 - 松阪市肥留町・肥留町南交差点）

### 道路施設

#### 橋梁
- 雲出橋（雲出川、松阪市 - 津市）

松阪市小野江町と津市雲出島貫町を結ぶ、雲出川に架かる橋梁。付近には河川の水位を観測する「雲出橋観測所」がある。

### 交通量
平日12時間交通量
| 地点               | 交通量  |
| ------------------ | ------- |
| 松阪市嬉野新屋庄町 | 6,632台 |

## 地理

### 通過する自治体
- 三重県
  - 松阪市 - 津市

### 交差する道路
| 交差する道路                                  | 市町村名 | 交差する場所                       | 交差する場所            |
| --------------------------------------------- | -------- | ---------------------------------- | ----------------------- |
| 三重県道24号松阪久居線 三重県道30号嬉野美杉線 | 松阪市   | 嬉野中川新町4丁目                  | 中川駅西交差点 / 起点   |
| 国道23号 / 中勢バイパス                       | 松阪市   | 嬉野新屋庄町（にわのしょうちょう） | 新屋庄町交差点          |
| 三重県道697号三雲久居線 重複区間起点          | 松阪市   | 嬉野小村町                         |                         |
| 三重県道697号三雲久居線 重複区間終点          | 松阪市   | 肥留町                             | 肥留町南交差点          |
| 国道23号 三重県道575号香良洲公園島貫線        | 津市     | 雲出島貫町                         | 雲出大橋北交差点 / 終点 |

### 交差する鉄道
- 近鉄山田線
- 紀勢本線

### 沿線
- 近鉄大阪線・近鉄名古屋線・近鉄山田線 伊勢中川駅
- ピアゴ嬉野店
- 三重県農業大学校
- 松阪市立小野江小学校
- 雲出川
- 旧伊勢電気鉄道 香良洲駅